# Vuelta a Colombia 1994
La 44.ª edición de la Vuelta a Colombia (patrocinada como: Vuelta a Colombia Colmena 20 años) tuvo lugar entre el 15 y el 27 de marzo de 1994. El boyacense José Jaime González del equipo Manzana Postobón se coronó campeón con un tiempo de 52 h, 27 min y 57 s.
El recorrido consistió en un total de 13 etapas, de las cuales 2 correspondieron a etapas contrarreloj y 11 en línea. En cuanto a la pendiente de las etapas, 3 (incluido el prólogo) consistieron en etapas planas, 6 de media montaña y 4 de alta montaña.

## Equipos participantes
Un total de 11 equipos tomaron la partida, de los cuales 5 corresponden a equipos profesionales y 6 a equipos aficionados:
| Equipo                                     | Categoría   |
| ------------------------------------------ | ----------- |
| Agua Natural Glacial                       | Aficionado  |
| Cerveza Aguila-Kelme                       | Profesional |
| Cicloases-Zipaquirá-Cundinamarca           | Aficionado  |
| Gaseosas Glacial                           | Profesional |
| Lotería de Medellín-Aguardiente Antioqueño | Profesional |
| Manzana Postobón                           | Profesional |
| Manzana Postobón Aficionado                | Aficionado  |
| Pílsener (Ecuador)                         | Aficionado  |
| Pony Malta de Bavaria-Avianca              | Aficionado  |
| Quintanilla-Lotería de Boyacá              | Profesional |
| Ron Medellín Añejo-Lotería de Medellín     | Aficionado  |

## Etapas
| Etapa      | Fecha       | Recorrido                                  | Distancia (km) | Ganador               | Líder                |
| ---------- | ----------- | ------------------------------------------ | -------------- | --------------------- | -------------------- |
| Prólogo    | 15 de marzo | Ocaña                                      | 7,9 (CRI)      | Julio Ernesto Bernal  | Julio Ernesto Bernal |
| 1.ª etapa  | 16 de marzo | Aguachica - Bucaramanga                    | 173,1          | Eduardo Guerrero      | Eduardo Guerrero     |
| 2.ª etapa  | 17 de marzo | Floridablanca - Socorro                    | 116,5          | Jorge León Otálvaro   | Eduardo Guerrero     |
| 3.ª etapa  | 18 de marzo | Socorro - Tunja                            | 164,4          | Israel Ochoa          | Eduardo Guerrero     |
| 4.ª etapa  | 19 de marzo | Tunja - La Vega                            | 192,3          | Héctor Iván Palacio   | Eduardo Guerrero     |
| 5.ª etapa  | 20 de marzo | Honda - Manizales                          | 141,8          | José Jaime González   | Álvaro Sierra Peña   |
| 6.ª etapa  | 21 de marzo | Manizales - Medellín - Alto de Santa Elena | 213,8          | José Jaime González   | José Jaime González  |
| 7.ª etapa  | 22 de marzo | Caldas - Pereira                           | 191,9          | Luis Alberto González | José Jaime González  |
| 8.ª etapa  | 23 de marzo | Pereira - Armenia                          | 47,5 (CRI)     | José Jaime González   | José Jaime González  |
| 9.ª etapa  | 24 de marzo | Armenia - La Tebaida - Ibagué              | 140            | Jairo Hernández       | José Jaime González  |
| 10.ª etapa | 25 de marzo | Ibagué - Neiva                             | 210            | Rúber Albeiro Marín   | José Jaime González  |
| 11.ª etapa | 26 de marzo | Neiva - Girardot                           | 174,5          | Hernán Buenahora      | José Jaime González  |
| 12.ª etapa | 27 de marzo | Girardot - Bogotá - Alto de los Patios     | 152,6          | Efraín Rico           | José Jaime González  |

## Clasificaciones finales

### Clasificación general
Los diez primeros en la clasificación general final fueron:
| Clasificación general |                        |                                            |                  |
| Ciclista              | Ciclista               | Equipo                                     | Tiempo           |
| --------------------- | ---------------------- | ------------------------------------------ | ---------------- |
| 1.º                   | José Jaime González    | Manzana Postobón                           | 52 h 27 min 57 s |
| 2.º                   | Álvaro Sierra Peña     | Gaseosas Glacial                           | + 1 min 18 s     |
| 3.º                   | Carlos Mario Jaramillo | Lotería de Medellín-Aguardiente Antioqueño | + 1 min 57 s     |
| 4.º                   | Celio Roncancio        | Gaseosas Glacial                           | + 2 min 06 s     |
| 5.º                   | Efraín Rico            | Manzana Postobón                           | + 3 min 46 s     |
| 6.º                   | Óscar Vargas Restrepo  | Lotería de Medellín-Aguardiente Antioqueño | + 5 min 08 s     |
| 7.º                   | Pedro Rodríguez        | Pony Malta-Avianca                         | + 8 min 51 s     |
| 8.º                   | Juan Javier Castillo   | Pony Malta-Avianca                         | + 11 min 59 s    |
| 9.º                   | Héctor Iván Palacio    | Manzana Postobón                           | + 12 min 55 s    |
| 10.º                  | Josué López            | Gaseosas Glacial                           | + 14 min 34 s    |

### Clasificación de la montaña
| Clasificación de la montaña |                     |                  |        |
| Ciclista                    | Ciclista            | Equipo           | Puntos |
| --------------------------- | ------------------- | ---------------- | ------ |
| 1.º                         | José Jaime González | Manzana Postobón | ND     |

### Clasificación de las metas volantes
| Clasificación de las metas volantes |               |                      |        |
| Ciclista                            | Ciclista      | Equipo               | Puntos |
| ----------------------------------- | ------------- | -------------------- | ------ |
| 1.º                                 | Julio Cubides | Agua Natural Glacial | ND     |

### Clasificación de la combinada
| Clasificación de la combinada |             |                  |        |
| Ciclista                      | Ciclista    | Equipo           | Puntos |
| ----------------------------- | ----------- | ---------------- | ------ |
| 1.º                           | Efraín Rico | Manzana Postobón | ND     |

### Clasificación de la regularidad
| Clasificación de la regularidad |                     |                  |        |
| Ciclista                        | Ciclista            | Equipo           | Puntos |
| ------------------------------- | ------------------- | ---------------- | ------ |
| 1.º                             | José Jaime González | Manzana Postobón | ND     |

### Clasificación de los novatos
| Clasificación de los novatos |                      |                    |        |
| Ciclista                     | Ciclista             | Equipo             | Tiempo |
| ---------------------------- | -------------------- | ------------------ | ------ |
| 1.º                          | Juan Javier Castillo | Pony Malta-Avianca | ND     |

### Clasificación por equipos
| Clasificación por equipos |                  |        |
| Equipo                    | Equipo           | Tiempo |
| ------------------------- | ---------------- | ------ |
| 1.º                       | Gaseosas Glacial | ND     |